# Horred
Horred è un'area urbana della Svezia situata nel comune di Mark, contea di Västra Götaland.
La popolazione rilevata nel censimento 2010 era di 1 271 abitanti .